# Pogrom
Pogrom és una paraula provinent del rus: погром, i es pot descriure com un alçament popular de caràcter violent, ja sigui espontani o premeditat, motivat, per regla general, per organitzacions extremistes o la policia, i dirigit contra qualsevol grup social per motius religiosos, nacionals, de classe o racials. També pot descriure una acció xovinista contra un territori, grup nacional o un grup de població d'altra índole, sempre acompanyat de devastació, saqueig de béns i assassinats en massa, atès que es caracteritza per atacs físics, incloent linxaments, violacions, tortures i assassinats, i també la destrucció d'habitatges, negocis i edificis religiosos.
El pogrom és, per definició, una forma de disturbi, tot i que hi ha disturbis que no són pogroms. Les accions violentes que tenen com a objectiu i resultat les massacres, es defineixen com a massacre (bany de sang), mentre que pogrom s'empra, per regla general, per referir-se als mateixos actes violents, quan van acompanyats no només i no tant d'assassinats com d'altres delictes.
Atès que és el grup social/ètnic més castigat pels pogroms, especialment a la primera meitat del segle xx, sovint s'associa aquest terme a l'atac a col·lectius d'origen jueu i a l'espoliació de llurs béns i propietats.
No és estrany de sentir-lo pronunciat, o veure'l escrit, com a progrom, erròniament.

## Etimologia

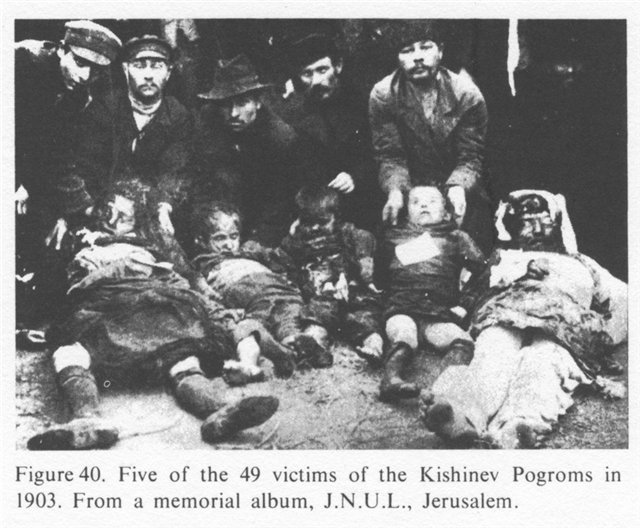
Víctimes del Pogrom de Chișinău, Bessaràbia, el 1903

El mot rus pogrom (погро́м, pronunciat /pɐˈgrom/) és un substantiu derivat del verb gromit (громи́ть, pronunciat /grɐˈmʲitʲ/, que significa 'destruir, sembrar el caos, fer caure violentament'. La paraula va entrar a moltes llengües europees després del pogrom antijueu de Chișinău.

## Història
L'origen històric de la paraula es remunta a l'any 1881, quan el tsar Alexandre II va ser assassinat a la ciutat de Sant Petersburg. Els jueus foren falsament acusats del magnicidi, raó per la qual esclatà una onada de violència antisemita a la Rússia meridional, que es perllongà fins a l'any 1884. De resultes del pogrom, hom calcula que prop de 2 milions de jueus russos emigraren cap als Estats Units en el període comprès entre els anys 1880 i 1920.
No fou aquest l'únic brot antisemita ocorregut a Rússia. Són nombrosos els pogroms documentats durant la Revolució russa de 1917 i la posterior Guerra Civil russa (1918-21): així, durant la Revolució bolxevic, els jueus adinerats van ser, com la resta de classes benestants, durament perseguits. Per contra, la participació de col·lectius jueus menys afavorits en favor de la revolució motivà la seva posterior repressió per part de l'exèrcit Blanc que s'enfrontà a l'exèrcit Roig bolxevic durant la guerra civil.
Amb tot, la història de l'antisemitisme fa extensiu l'ús de la paraula pogrom a qualsevol acció de repressió contra la població jueva. Per exemple, la coneguda Nit dels vidres trencats de l'Alemanya nazi (9-10 de novembre de 1938) es coneix indistintament com la Reichskristallnacht, la Novemberpogrome o la Pogromnacht. També es qualifica de pogrom la persecució de jueus a qui s'acusà de provocar el brot de pesta negra a l'Europa del segle xiv.
Com s'ha dit al començament, també es fa servir la paraula pogrom per a designar una acció violenta adreçada a qualsevol minoria. D'aquesta manera, nombrosos aldarulls religiosos i avalots ètnics ocorreguts en els darrers decennis lluny del context jueu, han estat considerats igualment pogroms.

### Rússia tsarista
Durant les particions militars de Polònia el 1772, 1793 i 1795, els nous territoris adquirits per l'Imperi Rus a la Partició russa contenien notables poblacions jueves, i el 1791, Caterina la Gran bastí una nova entitat política als territoris conquerits anomenada Demarcació jueva. D'aquesta manera, a la majoria dels jueus se'ls permetia residir només a la Demarcació, incloses les famílies expulsades per decret reial de Sant Petersburg, Moscou i altres grans ciutats russes.
Els Pogroms d'Odessa de 1821 van marcar l'inici dels pogroms del segle xix a la Rússia tsarista; i abans de finals de segle hi va haver quatre pogroms més a Odessa. Després de l'assassinat d'Alexandre II l'any 1881 per part de l'organització Naródnaia Vólia, atès que el govern rus en culpà als jueus, les revoltes antijueves esdevingueren una onada de més de 200 pogroms al llarg de diversos anys. Altrament, l'autogovern jueu Kehillah fou abolit pel tsar Nicolau I el 1844.
El primer pogrom a la Rússia del segle XX fou el de Kishinev de 1903, en què 49 jueus van ser assassinats, centenars ferits, a més de 700 cases destruïdes i 600 negocis saquejats. El mateix any van tenir lloc pogroms a Gomel (Belarús), Smela, Feodòssia i Melitòpol (Ucraïna), amb un salvatgisme que arribà a la mutilacions dels ferits. Després tingué lloc el pogrom de Zhitomir (amb 29 morts), i el pogrom de Kíev d'octubre de 1905, que va resultar en una massacre d'aproximadament 100 jueus. En tres anys entre 1903 i 1906 es van registrar uns 660 pogroms a Ucraïna i Bessaràbia; mitja dotzena més a Belarús, fets amb la complicitat del govern rus, però no es van registrar pogroms antijueus a Polònia. Atès que el Bund Laboral Jueu va començar a organitzar unitats armades d'autodefensa, els pogroms van disminuir durant uns quants anys.
Segons el professor Colin Tatz, entre 1881 i 1920 hi va haver 1.326 pogroms a Ucraïna (vegeu: Krai del sud-oest) que van matar de 70.000 a 250.000 jueus, i en deixaren mig milió sense llar. Aquesta violència a l'est d'Europa va provocar una onada de migració jueva cap a l'oest, d'uns 2,5 milions de persones.

### Europa oriental després de Primera Guerra Mundial
Els pogroms a gran escala, que van començar a l'Imperi Rus unes dècades abans, es van intensificar durant el període de la Guerra Civil russa després de la Primera Guerra Mundial.
El professor Zvi Gitelman calculà que entre 1918 i 1919, a Ucraïna, tingueren lloc uns 1.200 pogroms, que van causar la mortandat més gran de jueus a Europa des del 1648. En Nahum Gergel (1887–1931) va comptabilitzar 1.236 incidents de violència antijueva, i va estimar que es van produir 887 pogroms massius, la resta els va classificar com a "excessos" sense assumir proporcions massives. Altrament, els pogroms de Kíev de 1919, segons Gitelman, van ser els primers d'una onada posterior en què entre 30.000 i 70.000 jueus van ser massacrats a tot Ucraïna. De tots els pogroms considerats en la investigació de Gergel:
- Uns 40 per cent van ser perpetrats per les forces de la República Popular d'Ucraïna dirigides pel Símon Petliura. La República va emetre ordres condemnant els pogroms,[18] però no tenia autoritat per intervenir-hi.[18] Després del maig de 1919, el Directori va perdre la seva funció d'òrgan de govern creïble; gairebé el 75 per cent dels pogroms es van produir entre maig i setembre d'aquell any.[19] Milers de jueus van ser assassinats només per ser jueus, sense cap afiliació política.[20]
- 25 per cent per l'Exèrcit Verd ucraïnès i diverses bandes nacionalistes ucraïneses
- 17 per cent per l'Exèrcit Blanc, especialment les forces d'Anton Denikin
- 8,5% és el percentatge atribuït als pogroms duts a terme per homes de l'Exèrcit Roig (més específicament la Primera Cavalleria de Semion Budionni, la majoria dels soldats del qual havien servit prèviament sota Denikin).[21] Aquests pogroms, però, no van ser aprovats per la direcció bolxevic; l'alt comandament "va condemnar enèrgicament aquests pogroms i va desarmar els regiments culpables", i els pogroms aviat serien condemnats per Mikhaïl Kalinin en un discurs pronunciat en una desfilada militar a Ucraïna.[21][22][23]

Les xifres generals d'en Gergel, que generalment es consideren conservadores, es basen en el testimoni de testimonis i informes de diaris recollits pel Mizrakh-Yidish Historiche Arkhiv. La versió anglesa de l'article de Gergel es va publicar l'any 1951 al YIVO Annual of Jewish Social Science titulat "The Pogroms in the Ukraine in 1918–1921".

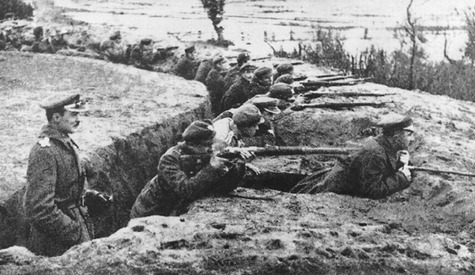
Trinxera de la batalla del Riu Niemen.

El 8 d'agost de 1919, durant la guerra polonesa-soviètica, les tropes poloneses van prendre el control de Minsk en l'Operació Minsk. Atacaren els jueus pel fet de ser sospitosos de donar suport al moviment bolxevic, i en mataren 31, també van saquejar 377 botigues i moltes cases particulars de propietat jueva. L'"informe de Morgenthau d'octubre de 1919 afirmava que no hi havia dubte que alguns dels líders jueus "havien exagerat els mals soferts". Altrament, segons l'Elissa Bemporad, "la violència patida per la població jueva sota els polonesos va encoratjar el suport popular a l'Exèrcit Roig, ja que l'opinió pública jueva va acollir amb satisfacció l'establiment de la República Socialista Soviètica de Belarús".
Després de la Primera Guerra Mundial, durant conflictes armats localitzats, 72 jueus van ser assassinats i 443 van resultar ferits en el pogrom de Lwów de 1918. L'any següent, el New York Tribune va informar de pogroms a diverses ciutats de la recentment establerta Segona República Polonesa.

### Gran Bretanya
Atès el racisme imperant als països occidentals, a principis del segle xx, també van esclatar pogroms a altres llocs del món.
A la Gran Bretanya, el 1904 a Irlanda, el Boicot de Limerick va fer que diverses famílies jueves abandonessin la ciutat. Durant el motí de Tredegar de 1911 a Gal·les, cases i negocis jueus van ser saquejats i cremats durant una setmana, abans que l'exèrcit britànic fos convocat per l'aleshores ministre de l'Interior Winston Churchill, que, tot i l'absència de morts, va descriure el motí com un "pogrom".

### Pogrom antijueu i anticatalà a Argentina
Durant tot el primer terç del segle XX hi ha una relació fluida entre el nacionalisme espanyol i el nacionalisme argentí, que inclouria la creació de material de gran repercussió a ambdós costats de l'Atlàntic, com ara el llibre El Solar de la raza, de l'argentí Manuel Gálvez, del 1913.
L'any 1919 hi va haver un pogrom durant la Setmana Tràgica argentina, però tingué un element afegit, atès que es cridà a atacar indistitament a jueus i catalans. Les raons no són clares, més tenint en compte que, en el cas de Buenos Aires, la colònia catalana, establerta principalment al barri de Montserrat, provenia de la mateixa fundació de la ciutat. Podria apuntar-se a la influència del nacionalisme espanyol que ja en aquella època qualificava els catalans com d'ètnia semítica.

### Països musulmans
La noció de pogrom aplicat al món àrab i musulmà és utilitzat per historiadors com Paul Fenton que també parla d'una larga sèrie de massacres o Joseph Chetrit, o un assagista com Albert Memmi que evoca tots els successius petits pogroms perpetrats als països àrabs.

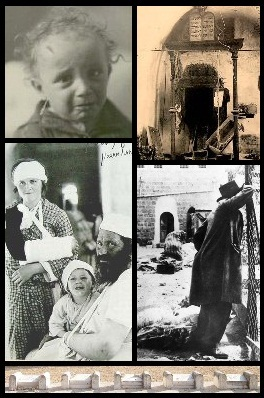
Després de la massacre d'Hebron, agost de 1929.

Tanmateix, aquesta noció és discutida per certs especialistes com Ella Shohat: «La terminologia jueva europea no es pot aplicar de cap manera a la història dels jueus als països islàmics. El mateix mot de «pogrom» deriva de l'experiència específica dels jueus d'Europa, menys envejable que la dels seus correligionaris orientals i sefardites». A més, els estudiosos israelians de Mizrahim subratllen la instrumentalització ideològica, en certa historiografia israeliana, dels episodis de violència viscuts pels jueus orientals. Així, Yehouda Shenhav analitza la manera com la narrativa sionista eurocèntrica fabrica equivalències entre la història dels jueus del món àrab i l'Holocaust, i acaba reduint segles de convivència entre jueus i musulmans a una sèrie de persecucions intolerables, per tal de per justificar l'emigració dels Mizrahim a Israel; «la memòria dels jueus Mizrahim és així negada», escriu. «La historiografia sionista dels jueus Mizrahim converteix de manera morbosa i selectiva una història "puntejada" de pogroms a pogroms per reforçar la imatge de segles d'opressió i humiliació». També Ella Shohat l'any 2000 ho exposa segles d'opressió i humiliació i especialment el 2010 Fenton i David Littman a L'exili al Magrib, la condició jueva sota l'Islam 1148-1912 ».
El 1834 a Safed, en el context d'una revolta palestina contra el poder egipci d'Ibrahim Paixà, «la població jueva de Safed, atacada pels rebels, va patir diverses pèrdues humanes i saquejos», escriu Henry Laurens.
Al Marroc, l'abril del 1912,  té lloc el que s'ha anomenat els dies sagnants de Fes després de la signatura del Tractat de Fes de 1912, que estableix el Protectorat francès del Marroc, dies durant els quals els soldats marroquins ataquen els oficials francesos, després els quarters europeus, i els jueus de Fes. Posteriorment el barri jueu és arrasat amb artilleria de l'exèrcit francès. Hi perderen la vida 42 jueus, 66 europeus i 600 marroquins.
El 23 d'agost de 1929 té lloc la massacre d'Hebron, en el context del conflicte àrab-sionista a la Palestina colonial sota l'administració britànica. La població jueva de la ciutat d'Hebron és atacada, i hi ha 67 morts. Analitzant les causes de l'esdeveniment, escriu Henry Laurens: «La tensió creada per la manifestació del 15 d'agost de 1929 va ser la causa immediata dels disturbis de la setmana següent»: El 15 d'agost, data de la celebració de la destrucció del Temple de Jerusalem, la joventut jueva s'havia mobilitzat, en particular els partidaris de Vladimir Jabotinsky, i havia pronunciat discursos polítics davant el Mur de les Lamentacions de Jerusalem. «La cerimònia religiosa es converteix en una manifestació nacionalista... Arran d'un rumor, la gent de tot arreu es va convèncer que els jueus s'havien apoderat dels santuaris musulmans». La violència s'estén a Jerusalem i Safed. En el que s'ha conegut com els disturbis de 1929 a Palestina, un total 133 jueus i 110 musulmans van ser assassinats — aquests darrers, en la seva major part, pels soldats britànics en sufocar els disturbis. Però en la mesura que un pogrom pressuposa l'aprovació almenys tàcita de les autoritats, la massacre d'Hebron no s'ha d'anomenar estrictament pogrom.
El 1934 hi va haver pogroms contra els jueus a Tràcia, Turquia, i a Constantina (Algèria). El 5 d'agost del 1934, té lloc la massacre a Constantina, Algèria. Charles-Robert Ageron descriu que "musulmans i jueus havien conviscut pacíficament a Constantina durant molt de temps i no es pot invocar una tradició històrica per explicar els esdeveniments d'agost del 1934". Però diverses circumstàncies expliquen l'esdeveniment, segons Benjamin Stora. Els europeus assenyalen els jueus per excloure'ls de la competició electoral, i els musulmans algerians se senten víctimes de la injustícia. En copsar l'amenaça, els membres de la comunitat jueva compren armes. Arran del rumor de provocació jueva, la tensió augmenta. El conflicte acaba amb 23 morts jueus i tres morts musulmans. Els historiadors subratllen el paper de l'exèrcit francès que, per la seva inèrcia "permet la matança de la població jueva".

### Segona guerra mundial
El primer pogrom a l'Alemanya nazi va ser la Kristallnacht, sovint anomenada Pogromnacht, en la qual van ser assassinats almenys 91 jueus, 30.000 més arrestats i empresonats en camps de concentració, més de 1.000 sinagogues cremades, i més de 7.000 negocis jueus van ser destruïts o danyats.

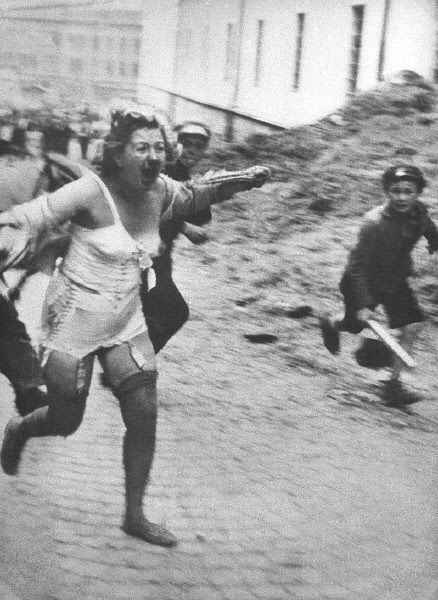
Dona jueva perseguida per homes i nens armats amb garrots durant els pogroms de Lviv, juliol de 1941

Durant la Segona Guerra Mundial, els esquadrons de la mort alemanys nazis animaren les poblacions locals a l'Europa ocupada pels alemanys a cometre atacs contra els jueus. Es van mobilitzar nous batallons de Volksdeutscher Selbstschutz (entrenats per agents Sicherheitsdienst).
Durant l'Holocaust es van produir un gran nombre de pogroms a països diferents d'Alemanya. Potser el més mortífer d'aquests pogroms de l'època de l'Holocaust va ser el pogrom de Iași a Romania, perpetrat per Ion Antonescu, en què fins a 13.266 jueus van ser assassinats per ciutadans romanesos, policies i oficials militars.
L'1 i el 2 de juny de 1941, en el pogrom de Farhud de dos dies a l'Iraq, perpetrat per Rashid Ali, Yunis al-Sabawi i els joves d'al-Futuwa, "els amotinats van assassinar entre 150 i 180 jueus, van ferir 600 més i van violar un nombre indeterminat de dones. També van saquejar unes 1.500 botigues i cases". També uns 300 a 400 no jueus van ser assassinats en l'intent de sufocar la violència.
El juny-juliol de 1941, encoratjada pels Einsatzgruppen a la ciutat de Lviv, la milícia popular d'Ucraïna perpetrà dos pogroms en els quals s'assassinaren al voltant de 6.000 jueus polonesos, acusats d'una suposada col·laboració amb l'NKVD soviètic.
A Lituània, alguns policies locals liderats per Algirdas Klimaitis i partisans lituans, formats per unitats del Front Activista Lituà reforçades per 3.600 desertors del 29è Cos Territorial Lituà de l'Exèrcit Roig van promulgar pogroms antijueus a Kaunas juntament amb els nazis ocupants. Del 25 al 26 de juny de 1941, uns 3.800 jueus van ser assassinats i les sinagogues i els assentaments jueus van ser cremats.
Durant el pogrom de Jedwabne de juliol de 1941, els polonesos van cremar no menys de 340 jueus en un graner (Institut de la Memòria Nacional) en presència de la policia nazi Ordnungspolizei. El paper de l'Einsatzgruppe B alemany continua sent objecte de debat.

### Després de la Segona Guerra Mundial
Acabada la Segona Guerra Mundial, es produïren una sèrie d'incidents antisemites contra els jueus arreu d'Europa, especialment a l'Orient ocupat pels soviètics, on els propagandistes nazis havien promogut àmpliament la noció d'una conspiració jueu-comunista, com la violència antijueva a Polònia i l'Europa de l'est de 1944 a 1946. També tingueren lloc disturbis antijueus a la Gran Bretanya el 1947.
La creació de l'estat d'Israel esdevé un motiu de conflicte al món musulmà i desencadena diverses violències.
A Aden, Iemen, el 2 de desembre de 1947, tres dies després de la votació del pla de divisió de Palestina per part de l'Assemblea de les Nacions Unides, un violent motí destrueix la sinagoga i arrasa el barri jueu, causant 82 víctimes.
El 2 de desembre de 1947 també va tenir lloc el pogrom d'Alep a Síria, on van ser assassinats 75 jueus, i hi hagué centenars de ferits.
Al món àrab, s'assassinaren més de 140 jueus en els disturbis antijueus de 1945 a Tripolitània. Després de l'inici de la Guerra Civil de 1947–48 a la Palestina Mandatòria, es van produir una sèrie d'esdeveniments antijueus al món àrab, alguns dels quals s'han descrit com a pogroms. El 1947, la meitat dels 10.000 jueus d'Alep van abandonar la ciutat arran dels disturbis d'Alep, mentre que altres disturbis antijueus van tenir lloc a l'Aden britànic i a les ciutats marroquines franceses d'Oujda i Jerada.
El 7 i 8 de juny de 1948, és a dir, tres setmanes després de la creació de l'Estat d'Israel (el 15 de maig) van tenir lloc dos pogroms al Marroc, a Oujda i després a Jerada, amb uns quaranta morts. i 150 ferits. Robert Assaraf escriu: "els dos pogroms d'Oujda i Jerada van ser la conseqüència gairebé directa de la guerra de Palestina", i afegeix que "les autoritats policials del Protectorat francès del Marroc són reticents a protegir els jueus".
El 12 de juny de 1948, a Líbia té lloc el pogrom de Trípoli on catorze jueus i quatre musulmans són assassinats, i 240 cases són destruïdes.
El 1967, durant la Guerra dels Sis Dies, es van produir diversos pogroms antijueus a Líbia, que van matar 15 victimes, o disturbis a Tunísia, on el 6 de juny, els jueus van resultar ferits, les seves botigues saquejades i llocs de culte, inclosa la Gran Sinagoga de Tunis, van ser incendiats.